# Sfinga (roman)
Sfinga je avtobiografski roman, ki ga je napisal slovenski alpinist Ante Mahkota. Knjiga je prvič izšla leta 1979 v Ljubljani pri Cankarjevi založbi. Roman je nastal na podlagi avtorjeve bogate in uspešne alpinistične poti. Sfinga, kar je ime za mogočen skalni steber, je do Mahkotejevega vzpona leta 1966 pomenila še zadnji nerešeni problem Triglavske severne stene.  

## Vsebina
Knjiga govori o alpinističnih dogodivščinah avtorja Anteja Mahkote. Je nekakšna avtobiografska pripoved, v katero je avtor vpletel mnoge zanimive zgodbe s svoje bogate alpinistične poti. Skozi pripoved dobimo vpogled v stanje na področju alpinizma v Sloveniji v 50. in 60. letih dvajsetega stoletja. Čeprav Mahkota opisuje različne uspešne in neuspešne vzpone, zanimive dogodivščine ter vzpone svojih, kakor jih imenuje, alpinističnih kameradov, pa je osrednja tema vendarle Sfinga. To je 300-metrski navpičen in mestoma previsen steber v zgornjem delu Triglavske severne stene. Ime je dobil zaradi obraza, ki se izriše v profilu, če nanj pogledamo iz levega kota Amfiteatra, prodnate krnice sredi stene. Zaradi svoje previsnosti je Sfinga dolga leta veljala za nerazrešeno uganko in postala legenda, še preden je bila preplezana. Po skoraj desetih letih obleganja jo je leta 1966 uspelo preplezati prav Mahkoti v navezi s Petrom Ščetininom. Čeprav je Mahkota junak dogajanja, pa med branjem ne naletimo na hvalnico samemu sebi, temveč na razgaljanje samega sebe z nenavadno odkritosrčnostjo. Avtor mnogokrat v ospredje postavi prijatelje in njihove dosežke ter odkritosrčno pripoveduje o svojih dvomih, zmotah, neuspešnih poizkusih, strahu. 

## Izdaje in prevodi
- Izvirnik iz leta 1979 (COBISS)
- Druga dopolnjena in razširjena izdaja iz leta 1991 (COBISS)
- Tretja dopolnjena in razširjena izdaja iz leta 1999 (COBISS)
- Četrta izdaja iz leta 2011 (COBISS)

## Priredbe
- Leta 2010 je bil posnet istoimenski film. Filmski scenarij temelji na prvenstvenem vzponu naveze Mahkota-Ščetinin preko obraza Sfinge leta 1966 in prosti ponovitvi te iste smeri trideset let pozneje. Anteja Mahkoto in Petra Ščetinina igrata Anže in Miha Marenče, Gregor Kresal in Miha Kajzelj pa igrata kar sama sebe. Film je režiral Vojko Anzeljc, za scenarij sta poskrbela Gregor Kresal in Tine Marenče. Glasbena podlaga je delo skupine Siddharta.